# NGC 5033
NGC 5033 è una galassia a spirale nella costellazione dei Cani da Caccia.

Si individua circa 3,5 gradi a WSW della stella α Canum Venaticorum; un telescopio di piccole dimensioni evidenzia soltanto la struttura del nucleo, che appare allungata in senso nord-sud. Telescopi con grande apertura e foto a lunga posa evidenziano le tenui strutture dei bracci di spirale, le cui dimensioni sono di gran lunga superiori a quelle del bulge centrale. Dista dalla Via Lattea circa 52 milioni di anni-luce.

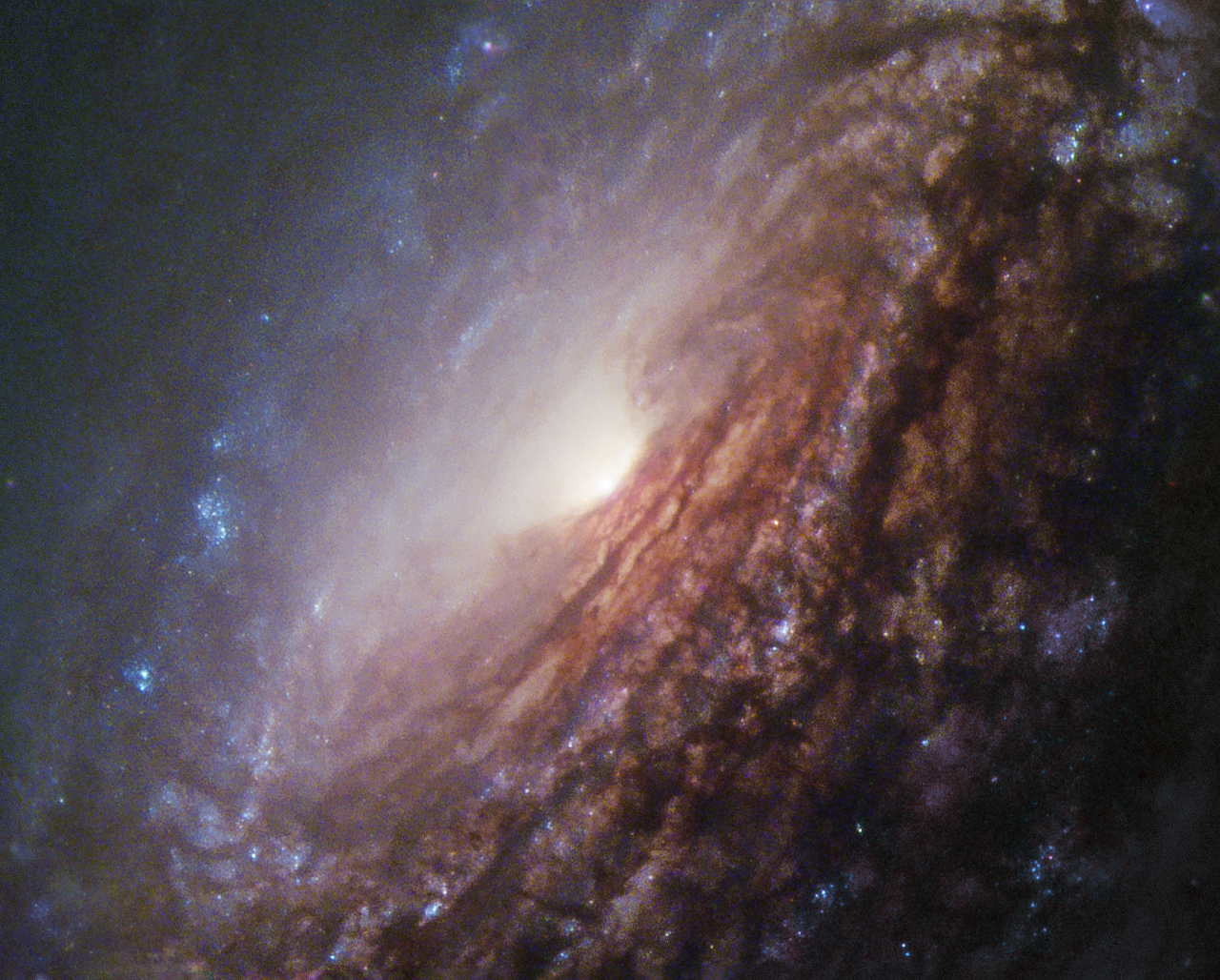
NGC 5033  (Telescopio spaziale Hubble)
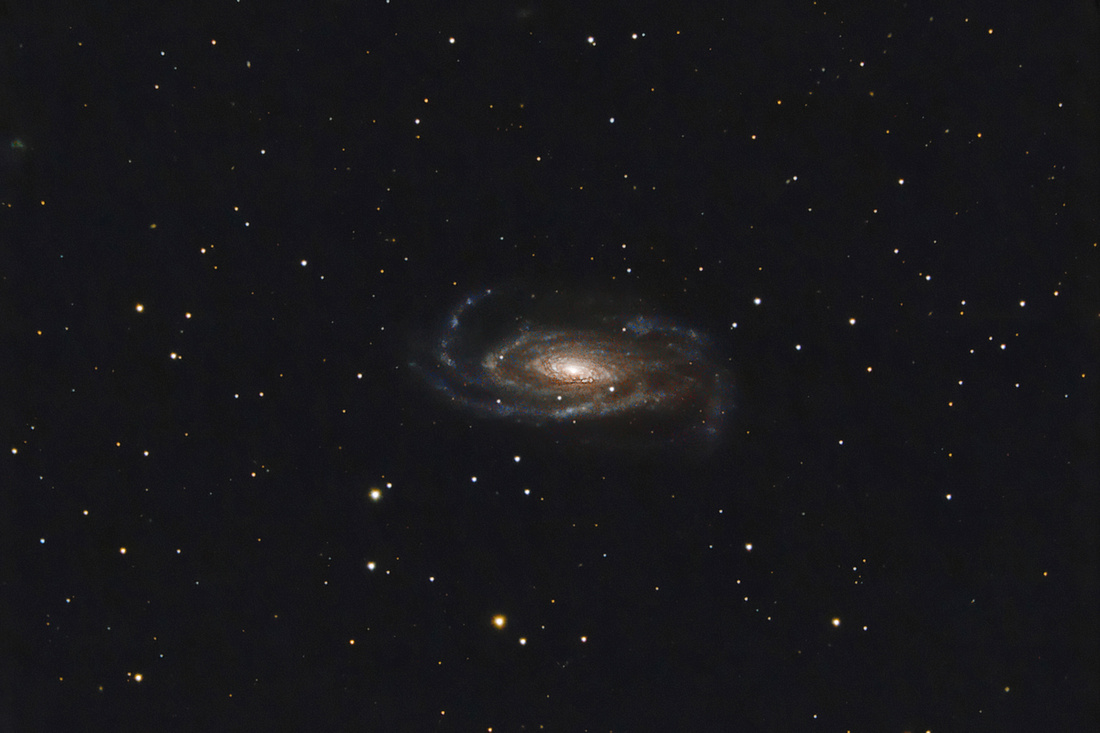
NGC 5033  (Hunter Wilson)
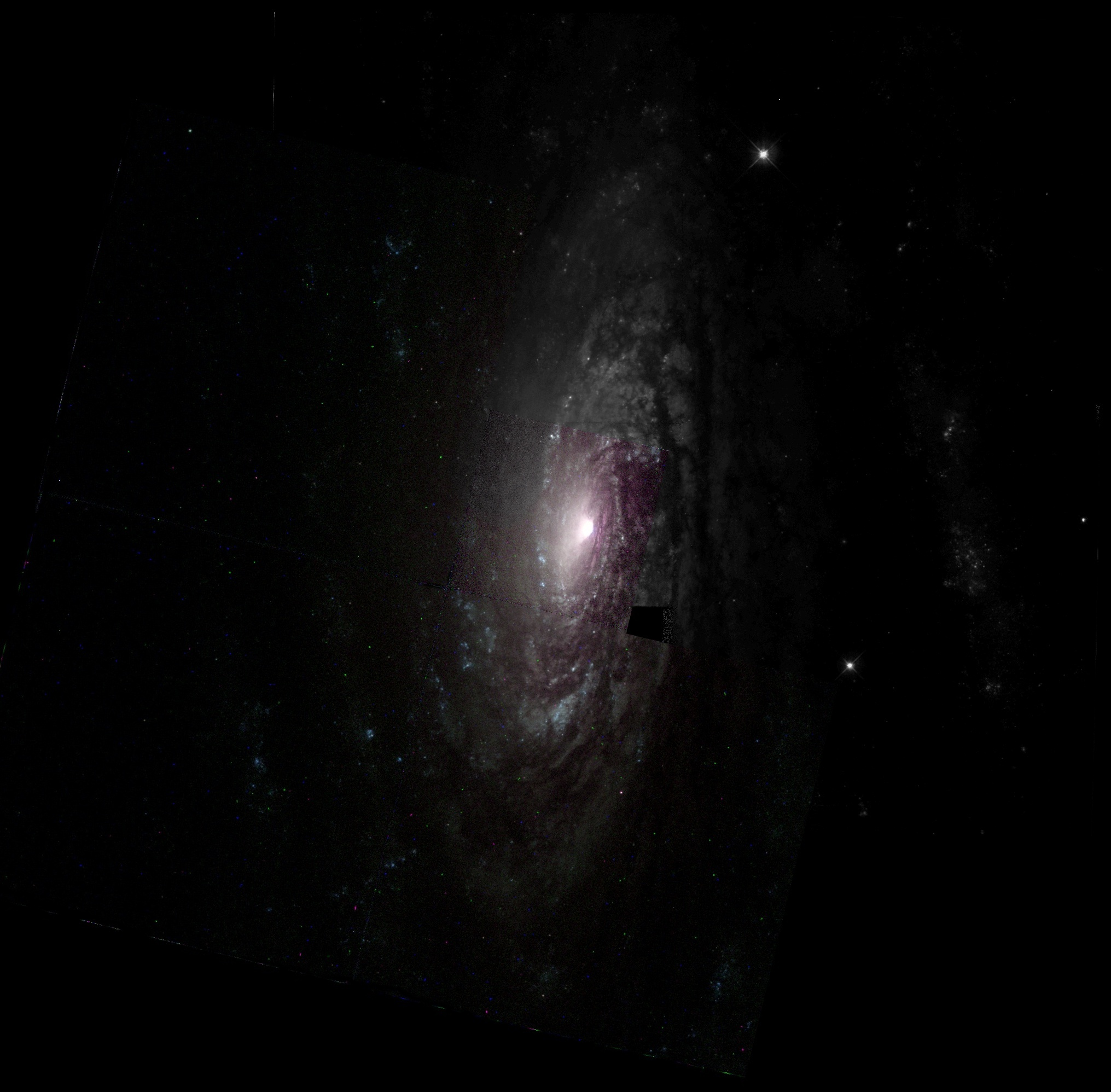
NGC 5033  (Hubble)
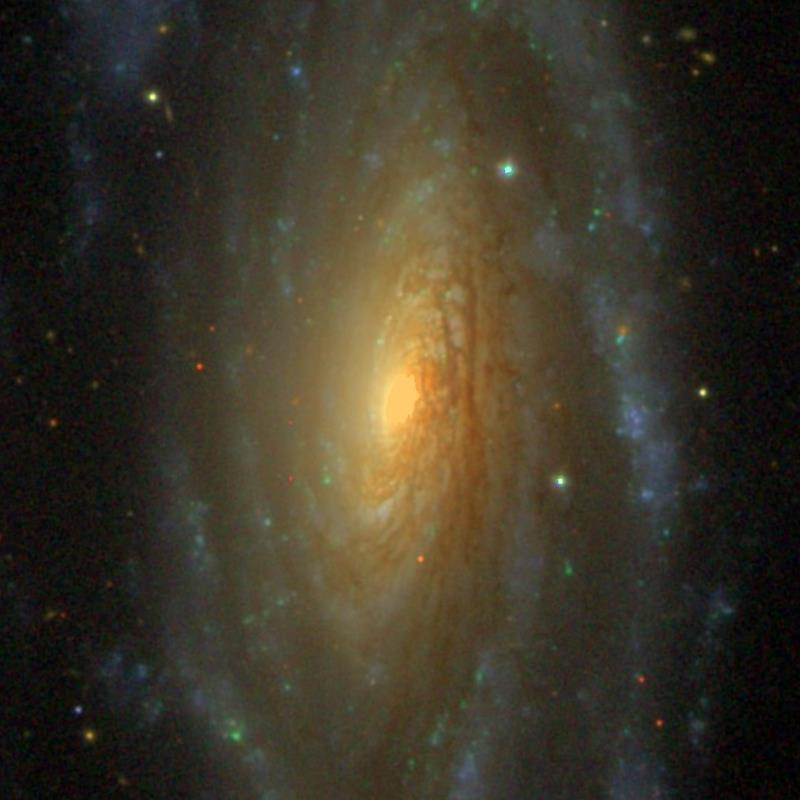
NGC 5033  (SDSS DR14)
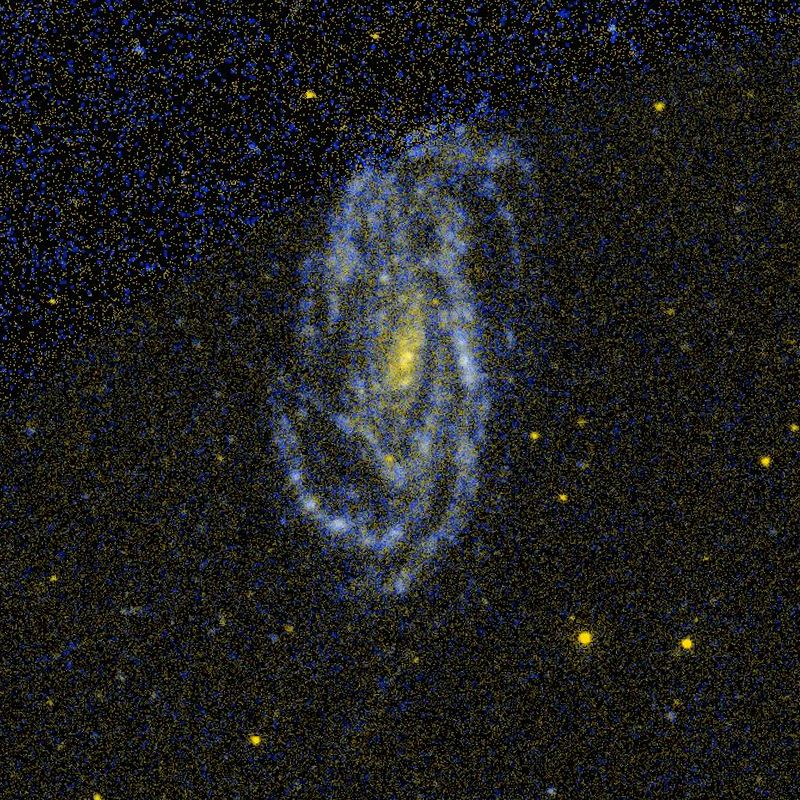
NGC 5033  (GALEX)